# Schwedenzeit

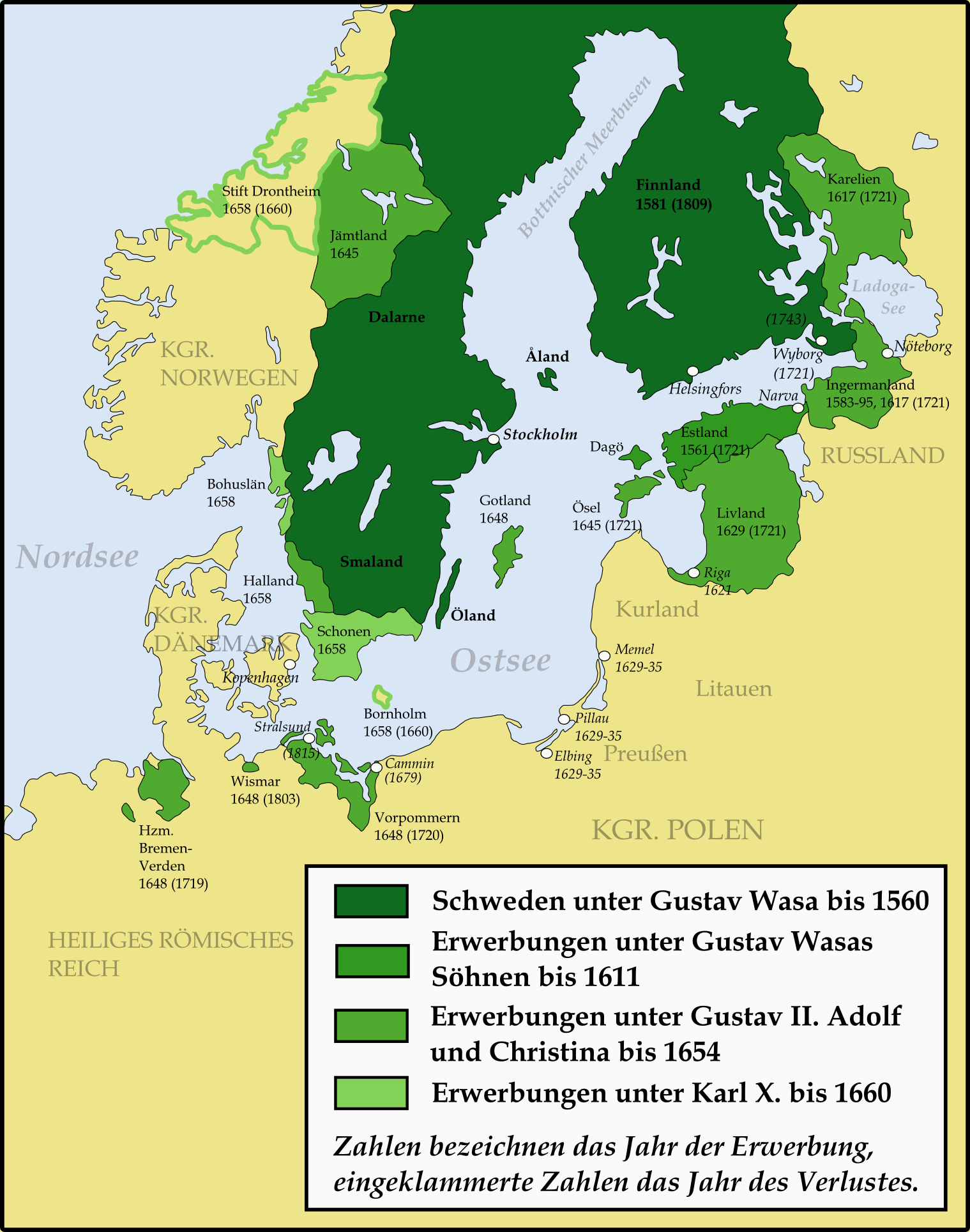
Entwicklung des schwedischen Imperiums im frühmodernen Europa (1560–1815)

Die Schwedenzeit ist ein historischer Begriff und meint die historische Epoche der schwedischen Herrschaft in Norddeutschland, die mit Eingreifen des Schwedischen Reiches in den Dreißigjährigen Krieg ab 1630 begann und spätestens mit dem Kieler Frieden 1814 überall in Norddeutschland endete.
Auch andere ehemalige schwedische Dominions wie Finnland, Estland, Lettland, die heutige Oblast Leningrad oder auch Norwegen schreiben in ihrer Historiographie von einer Schwedenzeit.

## Schwedenzeit in Norddeutschland
Schweden versuchte im 17. Jahrhundert nach Süden zu expandieren. Durch die militärische Stärke der schwedischen Armee gelang es dem nordischen Königreich vor allem während des Dreißigjährigen Krieges, mehrere nicht zusammenhängende Gebiete in Norddeutschland zu erobern und politisch zu sichern wie das Fürstentum Pommern (schwedisch-Pommern), Bremen-Verden und Wismar. Die neu gewonnenen schwedischen Gebiete unterstanden zwar der schwedischen Krone, der schwedische König war formell aber ein Reichsfürst des Reiches in Bezug auf die norddeutschen Gebiete und erhielt diese als reichsanhängiges Lehen vom Römischen Kaiser.
Das Ausmaß der geografischen Zone der schwedischen Herrschaft in Norddeutschland während der Schwedenzeit veränderte sich aufgrund von Kriegen mehrfach. Bis 1720 fielen nach Beendigung des Großen Nordischen Krieges der südöstliche Anteil Schwedisch-Pommerns an Preußen und Bremen-Verden an Kurhannover. Die schwedische Herrschaft über Wismar endete de facto 1803, als Schweden die Stadt mit dem Malmöer Pfandvertrag für 99 Jahre an das Herzogtum Mecklenburg-Schwerin verpfändete. Das verbliebene Gebiet um Stralsund in Pommern ging in Folge der territorialen Neuordnung in Europa nach den Napoleonischen Kriegen an Preußen über, womit die Schwedenzeit in Norddeutschland endete.